# Albert Edward Nash
Albert Edward Nash, kanadski računovodja in general, * 1882, † 4. junij 1944.
Med obema svetovnima vojnoma se je prostovoljno javil za služenje, medtem ko je bil v civilnem življenju računovodja. V času smrti (med obiskom zapora je med vožnjo zadel tram) je bil generalni inšpektor Srednje Kanade.